# Гальванотропизм
Гальванотропизм в ботанике — способность корней некоторых растений направлять свой рост под влиянием постоянного электрического тока в сторону отрицательного полюса.
Гальванотропизм (или гальванотаксис, или электротаксис) в зоологии — способность некоторых животных организмов (головастиков, одноклеточных организмов и др.) собираться у одного полюса или устанавливаться известным образом по отношению к направлению пропускаемого через жидкость, в которой они находятся, постоянного тока.
Нейрональный гальванотропизм — это способность направлять рост нейрональных процессов посредством использования внеклеточного электрического поля. Этот метод исследовался с конца 1920-х годов, и было показано, что он управляет формированием как аксонных, так и дендритных процессов в культуре клеток. В этот момент возможно только направить рост препаратов in vitro. Препараты in vitro включают использование культуральной чашки, в которой присутствует видоспецифичный фактор роста нейронов. Нейроны извлекают из выбранного животного, помещают на чашку и дают расти (часто оставляют в инкубации). Применение внеклеточного электрического поля показывает, что клетки будут расти в направлении, демонстрирующем направление приложенного электрического поля. Это может быть либо в направлении катода, либо в направлении анода, в зависимости от типа подложки, на которую нанесены элементы.
Считается, что механизм, лежащий в основе такого поведения, заключается в воздействии электрического поля на рецепторы и мембранные белки на поверхности клетки. Эти заряженные белки будут испытывать электрофоретическую силу, притягивающую их к противоположно заряженному полюсу электрического поля. Большинство этих мембранных белков заряжены отрицательно, но при наблюдении кажется, что рост направлен к отрицательному полюсу (катоду). Это странное поведение, которое можно объяснить только электроосмотическими эффектами. Положительно заряженные ионы вне ячейки испытывают силу, направленную к катоду. Существует поток этих ионов за пределы клетки, и считается, что сдвиговая сила движения раствора тянет нейрит в катодном направлении. Кроме того, электрическое поле может деполяризовать клетку вблизи катодной стороны, открывая потенциалзависимые кальциевые каналы и позволяя ионам кальция проникать в клетку. Широко распространено мнение, что кальций является фактором роста нейритов. Эта теория была оспорена в недавней статье учёных из Университета Пердью. Недавние исследования также включают различие между влиянием тока на направление роста и действием простого электрического поля. Также проводятся исследования с использованием полей переменного и постоянного электрического тока.
В настоящее время это широко исследуемая тема, в которой многие нейробиологические лаборатории по всему миру пытаются первыми разработать реальный метод управления ростом. Потенциальные применения включают направление и регенерацию разорванных нервов, хотя они станут доступны только в очень отдаленном будущем. Этот метод также будет полезен при изучении нейронных сетей. Нейриты можно было направлять друг к другу на большие расстояния и образовывать синапсы.